# Gustav von Crüger
Gustav Adolf Karl Krüger, seit 1896 von Crüger (* 25. August 1829 in Schneidemühl; † 4. April 1908 in Wiesbaden) war ein preußischer Generalleutnant und Inspekteur der 3. Ingenieur-Inspektion.

## Leben

### Herkunft
Gustav war ein Sohn des Baurats Adolf Crüger († 1877) und dessen Ehefrau Julie, geborene Briesemeister († 1871).

### Militärkarriere
Nach dem Besuch der Realschule in Schneidemühl und dem Gymnasium in Bromberg trat Crüger am 2. November 1846 als Pionier in die 1. Pionier-Abteilung der Preußischen Armee ein. Am 1. Oktober 1847 wurde er zur weiteren Ausbildung an die Vereinigte Artillerie- und Ingenieurschule kommandiert. In dieser Zeit wurde er am 9. Dezember 1847 zum Portepeefähnrich ernannt und am 14. Februar 1848 in die Garde-Pionier-Abteilung versetzt. Am 28. August 1849 wurde er als Sekondeleutnant mit Patent vom 16. September 1848 in die 1. Ingenieur-Inspektion versetzt. Am 30. Mai 1850 wurde er zur Garde-Pionierabteilung versetzt und am 30. Juli 1850 in die 1. Ingenieur-Inspektion einrangiert. Am 3. April 1852 wurde er dann Adjutant in der Garde-Pionierabteilung. Als 1852/53 unterirdische Telegraphenkabel in Berlin vergraben wurde, war auch Crüger beteiligt. Er kam danach am 21. März 1854 in die 3. Ingenieur-Inspektion und wurde zum Fortifikationsdienst in die Festung Mainz geschickt. Anschließend wurde er am 22. November 1855 2. Adjutant der 3. Ingenieur-Inspektion und am 16. Februar 1856 zum Premierleutnant befördert. Er kam am 4. Mai 1858 in die 1. Ingenieur-Inspektion und wurde am 8. Mai 1858 zu Fortifikationsdiensten in die Festung Königsberg geschickt. Für die provisorische Befestigung der Südfront von Königsberg erhielt er am 3. Oktober 1859 eine Belobigung, außerdem wurde er am 8. Oktober 1859 zum Hauptmann befördert. Am 12. Dezember 1859 kommandierte man ihn zur Bildung der 3. Kompanie der 2. Pionier-Abteilung, am 1. Juli 1860 wurde er dann Kommandeur dieser Kompanie. Aber am 1. September 1860 wurde er zu den geplanten Küstenbefestigungen nach Hamburg und Cuxhaven abkommandiert. Anschließend war er vom 1. Juli bis zum 30. September 1862 Mitglied der Küstenbefestigungskommission in Berlin ernannt, außerdem wurde er mit besonderem Auftrag des Kriegsministeriums nach Belgien und England geschickt. Nach seiner Rückkehr wurde er am 1. Oktober 1862 als Lehrer in die Artillerie- und Ingenieurschule versetzt, von dort wurde er am 13. Januar 1864 in die Ingenieurabteilung des Kriegsministerium abkommandiert. Am 8. April 1865 erfolgte seiner ordnungsgemäße Versetzung in das Kriegsministerium, wo er mit der Leitung der Abteilung Militärtelegraphie beauftragt wurde.
Während des Deutschen Krieges wurde er am 4. Juli 1866 mit besonderem Auftrag zur Mainarmee kommandiert und am 30. Oktober 1866 zum Major befördert. Nach dem Krieg wurde er am 28. Januar 1869 als Bevollmächtigter des Norddeutschen Bundes zur Liquidationskommission nach München geschickt. Anschließend kam er am 5. März 1869 im Auftrag des Auswärtigen Amtes nach Luxemburg. Am 23. Dezember 1869 wurde er zunächst in den Stab des Ingenieurkorps versetzt und am 4. Januar 1870 zum Kommandeur des Pionier-Bataillons Nr. 11 ernannt.
Während des Deutsch-Französischen Krieges kämpfte er bei Weißenburg, Wörth und Sedan, nahm an der Beschießung von Pfalzburg sowie der Belagerung von Paris teil. Ausgezeichnet mit dem Eisernen Kreuz II. Klasse wurde Crüger nach den Friedensschluss am 18. August 1871 zum Oberstleutnant befördert und erhielt am 28. September 1871 noch das Kreuz I. Klasse. Am 2. September 1873 zum Oberst befördert, kam er am 16. April 1874 als Inspekteur in die 4. Pionier-Inspektion. Am 14. Dezember 1878 kam er als Inspekteur in die 3. Ingenieur-Inspektion. Er erhielt am 23. September 1879 den Kronen-Orden II. Klasse und am 3. Februar 1880 avancierte er zum Generalmajor. Am 4. September 1884 wurde Crüger der Charakter als Generalleutnant verliehen. Unter Verleihung des Sterns zum Roten Adlerorden II. Klasse mit Eichenlaub wurde er am 11. November 1884 mit Pension zur Disposition gestellt.
Zur 25-jährigen Feier der Kaiserproklamation in Versailles wurde Crüger durch Kaiser Wilhelm II. am 18. Januar 1896 in den erblichen preußischen Adelsstand erhoben. Er starb am 4. April 1908 in Wiesbaden.

### Familie
Crüger heiratete am 17. Oktober 1870 in Maternhof bei Königsberg Susanne Kolscher (1841–1882). Das Paar hatte mehrere Kinder:
- Eva (* 1862)
- Martha (1863–1934) ⚭ 1889 Eduard von der Hellen, Dr. phil. (1863–1927)
- Robert (* 1864), preußischer Generalmajor ⚭ 1896 Marie Haak (* 1874)